# Spansk real
 For alternative betydninger, se Real.
Real (engelsk: /ɹeɪˈɑl/ spansk: /reˈal/) (betyder: "kongelig", flertal: reales) var en valutaenhed i Spanien i flere århundreder efter midten af det 14. århundrede. Real gennemgik adskillige værdiændringer i forhold til andre enheder gennem hele sin levetid, indtil den blev erstattet af pesetaen i 1868. Den mest almindelige pålydende værdi for valutaen var en otte-real spanske sølvdollar eller peso, som blev brugt hele vejen igennem Europa, Amerika og Asien under det spanske imperiums højdepunkt.

## Anvendelse i USA
I en periode blev bl.a. den spanske otte real-sølvmønt anvendt i USA indtil 1780'erne, da amerikanske dollar blev indført. Da otte real-sølvmønten i USA var for stor til mange handler, blev mønten klippet i ca. fjerdedele eller ottendedele stykker. En ottendedel blev kaldt en bit.